# Nils Barck (1820–1887)
Nils Ludvig Ferdinand Barck, född den 8 februari 1820 på Börringekloster, död den 7 maj 1887 i Paris, var en svensk greve och äventyrare.
Barck ägnade sig först åt den militära banan, som han snart lämnade för ett liv med spel och nöjen. Han blev på sin tid mycket omtalad för sina förbindelser med dansösen Lola Montez, och för sina många ekonomiska spekulationer. Han bildade bland annat ett konsortium för anläggande av en järnväg från Gällivare till kusten för malmexport, finansierade industriföretag i en rad länder, och var under Krimkriget aktiv för att åstadkomma ett förbund mellan Frankrike och Sverige. Barck var personlig vän med Napoleon III sedan 1848. Omtalade var också hans vänskap med den spanske generalen Juan Prim.